# (3897) Louhi
(3897) Louhi es un asteroide perteneciente al cinturón de asteroides, descubierto el 8 de septiembre de 1942 por Yrjö Väisälä desde el Observatorio de Iso-Heikkilä, en Turku, Finlandia.

## Designación y nombre
Designado provisionalmente como 1942 RT. Fue nombrado Louhi en honor a la diosa (o personaje) Louhi de la mitología finlandesa.